# Dasyhelea viridans
Dasyhelea viridans är en tvåvingeart som beskrevs av Oswaldo Paulo Forattini och Rabello 1957. Dasyhelea viridans ingår i släktet Dasyhelea och familjen svidknott. Inga underarter finns listade i Catalogue of Life.